# Les Voies spirituelles du bonheur
Les Voies spirituelles du bonheur (titre original : The Compassionate Life) est un livre du dalaï-lama paru en 2001.

## Résumé
Ce livre décrit une conviction fondamentale du dalaï-lama à savoir que le but de la vie est d'être heureux. Pour lui, la méthode majeure pour atteindre ce but est de pratiquer l'amour et la compassion, et c’est vraiment très simple. Si c’est en fait un peu plus complexe, son talent rend les enseignements bouddhistes plus faciles et accessibles. Sa vie est aussi un exemple démontrant qu’on peut trouver le bonheur dans des circonstances dramatiques. Comme il le fait remarquer : « Au cours de ma vie, j'ai dû fuir mon pays et devenir totalement dépendant de la bienveillance d'autrui. J'ai perdu ma mère, et mes maîtres et tuteurs sont presque tous décédés. ». En dépit de cela, il affirme être presque toujours heureux. Pour parvenir à cet état, il surmonte la colère et la haine par un travail considérable, et observe  le monde sous le grand angle de la compassion et de l'amour altruiste. Quand notre considération est aussi vaste et que notre cœur est véritablement ouvert, il nous assure que le bonheur suivra toujours.
Selon Blanche de Richemont, le dalaï-lama indique dans cet ouvrage comment surmonter des épreuves en pratiquant la compassion : « Quand les gens nous font souffrir, nous devrions ressentir à leur égard de la gratitude. En effet, ces situations nous donnent l’occasion de tester notre pratique de la patience (…) Les ennemis sont des alliés dans la pratique. Ils testent notre force intérieure à un point tel que même notre maître n’y parviendrait pas ».